# Werner Richter (Radsportler)
Werner Richter (* 27. Februar 1918 in Seyde; † 23. Mai 2004 in Chemnitz) war ein deutscher Radrennfahrer.
Seine sportliche Laufbahn begann Werner Richter als Skiläufer. Im Skiclub Frauenstein betätigte er sich im Lang- sowie im Sprunglauf (Skispringen). 1935 wurde er sächsischer Jugendmeister im Sprunglauf. Während seiner Ausbildung legte er täglich mit dem Fahrrad 40 Kilometer nach Dippoldiswalde zurück und kam so auf die Idee, 1935 am Dresdner Ersten Schritt-Rennen teilzunehmen, das er gewann. Daraufhin schloss er sich dem Dresdner Radsportverein Excelsior an mit dem Ziel, sich für die Olympischen Spiele 1936 in Berlin zu qualifizieren, was ihm jedoch nicht gelang.
1938 gewann Werner Richter Rund um die Hainleite und belegte den zweiten Platz im Rennen Berlin-Kopenhagen und wurde Mitglied der deutschen Nationalmannschaft. 1939 wurde er Deutscher Bergmeister und gewann die schwere Alpenfahrt vor Karl Kittsteiner. 1940 wurde er zwar als Soldat eingezogen, konnte aber weiterhin Rennen fahren. 1943 unternahm er die ersten Versuche als Steher, wobei er auf der Radrennbahn in Bamberg sechs Rennen gewinnen konnte.
Nach dem Zweiten Weltkrieg wurde er wieder als Berufsfahrer aktiv. 1947 und 1948 wurde er jeweils Zweiter bei Berlin–Cottbus–Berlin. 1947 gewann er den Großen Sachsen-Preis mit Werner Fritzsche als Partner. Beim Grünen Band der IRA, einer Vorgängerveranstaltung der Deutschland Tour, gewann er 1949 die erste Etappe und wurde Vierter der Gesamtwertung. 1950 wurde er Gesamtdritter der Bayerischen Rundfahrt und wurde gemeinsam mit Otto Weckerling DDR-Meister der Profis im Zweier-Mannschaftsfahren. 1952 startete er gemeinsam mit Rudolf Voigt bei der Deutschland-Rundfahrt für die „Rapier“-Mannschaft, die als einziges Team alle Fahrer ins Ziel brachte. Richter wurde 29. im Gesamtklassement. Im März 1955 ließ sich Richter reamateurisieren und startete danach für die BSG Motor Diamant Karl-Marx-Stadt. In den 1950er Jahren war Richter hauptsächlich als Steher aktiv, aber auch als Trainer.
Im Jahr 2000 wurde Richter mit dem Chemmy für sein Lebenswerk ausgezeichnet.